# バクシーシ山下
バクシーシ 山下（バクシーシ やました、本名：山下 浩司（やました こうじ）。1967年1月27日 - ）は、日本のAV監督、文筆家。
「バクシーシ」とはヒンディー語で「おめぐみを」の意。旧所属はV&Rプランニング。現在フリー。

## 来歴
岡山県・邑久郡（現：瀬戸内市）出身。東海大学工学部札幌教養部卒業。
大学生の頃、テレクラのティッシュ配りをしていた際に路上で知り合ったスカウトマンの勧誘を受け、AV男優のアルバイトを始める。もともと長髪だったが、安達かおるが長髪じゃ撮影できないと断ったため、バッサリ短く切っている。その後、カンパニー松尾の誘いでV&Rプランニングに入社し、安達かおるの下で助監督を務める。
1990年、衝撃的レイプ作品『女犯』(にょはん)でデビュー。これは、『ジーザス栗と栗鼠スーパースター 後藤沙貴』で監督の安達が男優として1コーナー与えた際に「わけもなくレイプしたい」といってレイプする男優を演じていたのが印象的だったため、山下の監督デビュー作でも安達が「レイプ」をテーマに与えたものだった。
『女犯2』では、実際に強姦しているとしか見えなかったため、フェミニズム団体から抗議を受ける等で物議を醸すこととなった。とあるフェミニズム団体(のような人々)が開催した「AVビデオ 女犯2を考える」という会で、招待され参加した山下は演技だと説明した。主催した女性らは、演技だとすれば山下の演出能力は黒澤明並みの凄さとし、女優の飯島あつ子に対しても賞賛の言葉を述べた。
一方で、『ボディコン労働者階級』のような、社会諷刺を題材としたAV作品を手掛け、「社会派AV監督」の異名を持つ。
1996年8月、V&Rプランニング退社。退社後はフリーで活躍、ハマジムやナチュラルハイなどで作品作りをしている。
多くのAVで「監督」とクレジットされるところで、山下は面白い人間を撮影してるだけだからと好んで「構成・編集」とクレジットする。
代表作には「女犯」シリーズ、「ボディコン労働者階級」、「激犯」など。

## 著書
- セックス障害者たち AV監督バクシーシ山下全撮影記録（太田出版 1995.7 のち幻冬舎文庫）
- 私も女優にしてください(編)（太田出版 1997.9）
- 「ひとり暮らし」の女たち お泊りルポ（太田出版 2003.4）
- ひとはみな、ハダカになる。（理論社 2007.10）

## 作品

### 映画
- 全裸のランチ（2008年）
- VHSテープを巻き戻せ!（2013年）ドキュメンタリー映画出演
- 死ぬほどセックスしてみたかった。（2014年）[7]

### テレビ
- ノンフェイクション（2019年、2022年、2023年[8]、テレビ大阪）演出[9]

## 出演

### アダルトビデオ
- 『女犯』シリーズ(1990年 - 1991年)
- 『東京レイプMAP』(1992年4月28日)
- 『戦車とAVギャル』(1993年) - 封印作。
- 『死ぬほどセックスしてみたかった。』 - 封印作。
- 『SMワイドショー マゾに気をつけろ!!』(1996年7月16) - 観念絵夢パートが封印。
- 『テレクラキャノンボール』シリーズ
  - 『テレクラキャノンボール3』
  - 『テレクラキャノンボール 2009』
  - 『テレクラキャノンボール 2013』(2014年)

### 映画
- 劇場版 BiSキャノンボール 2014（2015年2月7日、スペースシャワーネットワーク）[10]
- 劇場版 アイドルキャノンボール2017（2018年2月3日、日活）[11]
- 劇場版 おうちでキャノンボール2020（2022年3月26日、ハマジム）[12]

### インタビュー
- 豪華監督陣がAV難民!?　謎のレーベル「AV難民」誕生のきっかけは（前編） - MENS CYZO
- AVは権利が監督にないからヤバいよね!「AV難民」監督陣、吼える!（中編） - MENS CYZO
- 一時代を築いた監督がなぜ今!「僕らみたいな種類の人が淘汰されるのは当然」あの有名監督たちがAV難民に!?（後編） - MENS CYZO
- 安達かおる vs バクシーシ山下!師弟対談
- 天才鬼才インタビュー カントクたちがAVを撮る理由 第29回 バクシーシ山下(前編) - スカパー! アダルト
- 天才鬼才インタビュー カントクたちがAVを撮る理由 第30回 バクシーシ山下(後編) - スカパー! アダルト